# Carole Mortimer
Carole Mortimer (Inglaterra, 1960) é uma escritora inglesa de ficção romântica desde 1978.

### Como Penny Jordan

#### Novelas
- Tudo por amor   (1987)
- Sob as aparencias   (1993)
- O impostor   (1994)
- As mâos do destino   (1994)
- A caça do fallâo   (1995)
- Voltar para ti   (1995)
- Minha bonita senhora   (1995)
- Felicidade efémera   (1996)
- Coraçoes em guerra   (1997)
- O Melhor premio   (1997)
- Uma equipa de dois   (1998)
- O meu primeiro amor   (1998)
- O homem dos seus sonhos   (1998)
- A melodia do amor  (1999)
- Unidos pelo matrimónio   (1999)
- O mistério da casa do penhasco   (1999)
- Revelaçao de amor   (2000)
- O grande desafio   (2000)
- O último solteiro   (2000)
- Destinos cruzados   (2001)
- Amor escondido   (2001)
- Un candidato ao casamento   (2001)
- Seduzidos pelo amor   (2002)
- Uma impressão errada   (2002)
- Segredos familiares   (2002)
- Chantagem de amor   (2002)
- Dúvidas de amor   (2002)
- Um filho desconhecido   (2003)
- Tudo por ela   (2003)
- Compromissos familiares   (2003)
- Notícias do coração   (2004)
- Um homem enigmático   (2004)
- Chantagem emocional  (2004)
- Quartos separados   (2005)
- Feridos no coração   (2005)
- Domente vingança   (2006)
- Uma secretária muito pessoal   (2006)
- Amante de outro  (2006)
- O fogo da inocência   (2007)
- Na cama de um milionário   (2007)
- Heranças da paixão   (2007)
- Deliciosa tentação   (2008)
- Paixão no Mediterrâneo   (2008)